# Holland forint
A holland forint, hivatalos nevén holland gulden (holland: gulden, IPA: [ɣɵldə (n)]) vagy fl. Hollandia fizetőeszköze volt a 17. századtól egészen 2002-ig, amikor az euró váltotta fel. 1999 és 2002 között a holland forint hivatalosan az euró nemzeti alegysége volt. A fizikai kifizetéseket azonban csak holland forintban lehetett végrehajtani, mivel euróérmék vagy bankjegyek még nem léteztek.
A holland gulden melléknév jelentése arany, ami arra utal, hogy az érme eredetileg aranyból készült, a guldennel egyenértékű ezüstérméket ugyanakkor 'florin'nak nevezték, innen ered a magyar holland forint elnevezés. Az ƒ vagy fl. szimbólumok a forint (florin) szóra utalnak. Az újlatin nyelveken is 'florin'-nak hívták, mint például franciául vagy olaszul. A valuta magyar neve, akárcsak a magyar pénznemnek, forint volt.

## Érmék
Érmékből az euró bevezetésekor 5, 10, 25 centes és 1, 2,5 és 5 guldenes volt forgalomban, valamennyi előoldalán Julianna, vagy Beatrix holland királynők portréival.

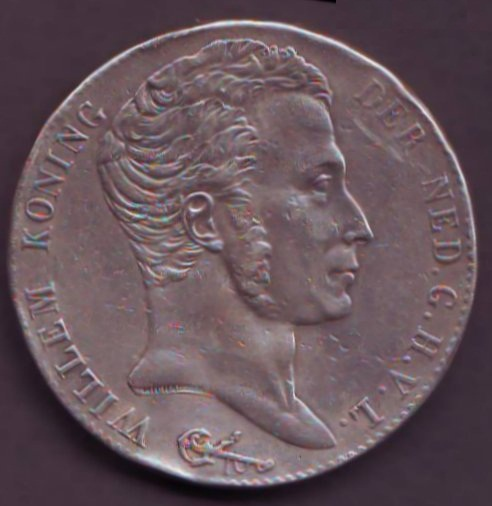
I. Vilmos király ezüst 3 guldenes érméjének előoldala az uralkodó portréjával, 1820-ból
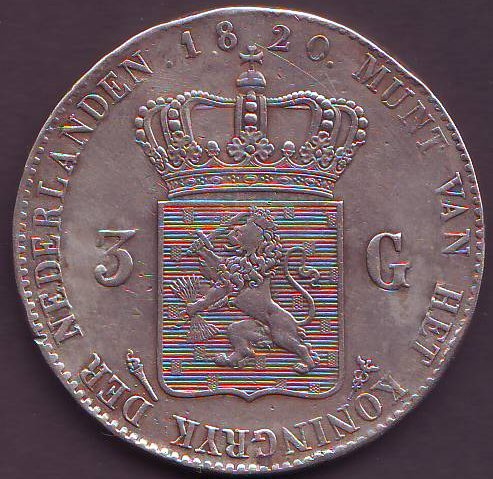
I. Vilmos király 3 guldenes érméjének hátoldala 1820-ból
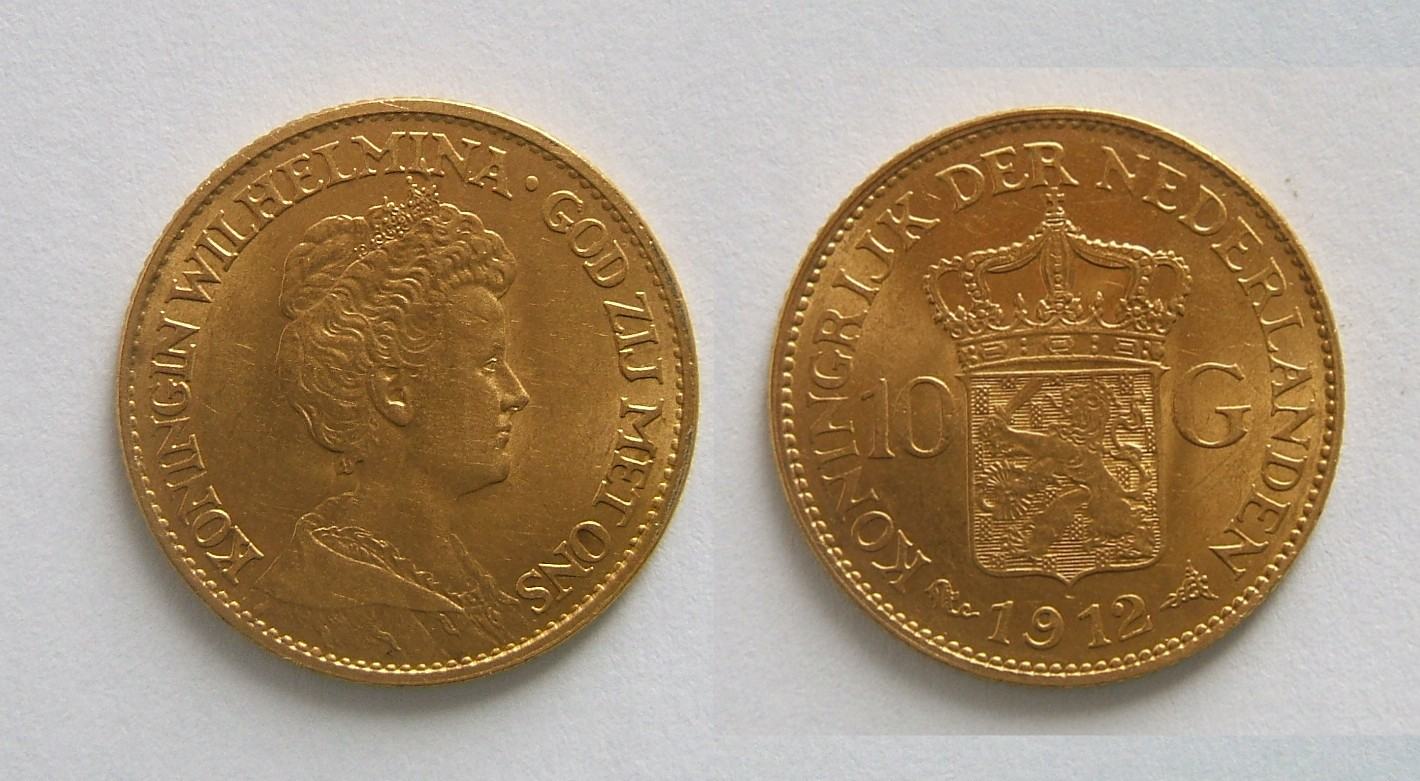
Vilma királynő arany 10 guldenes érméje 1912-ből
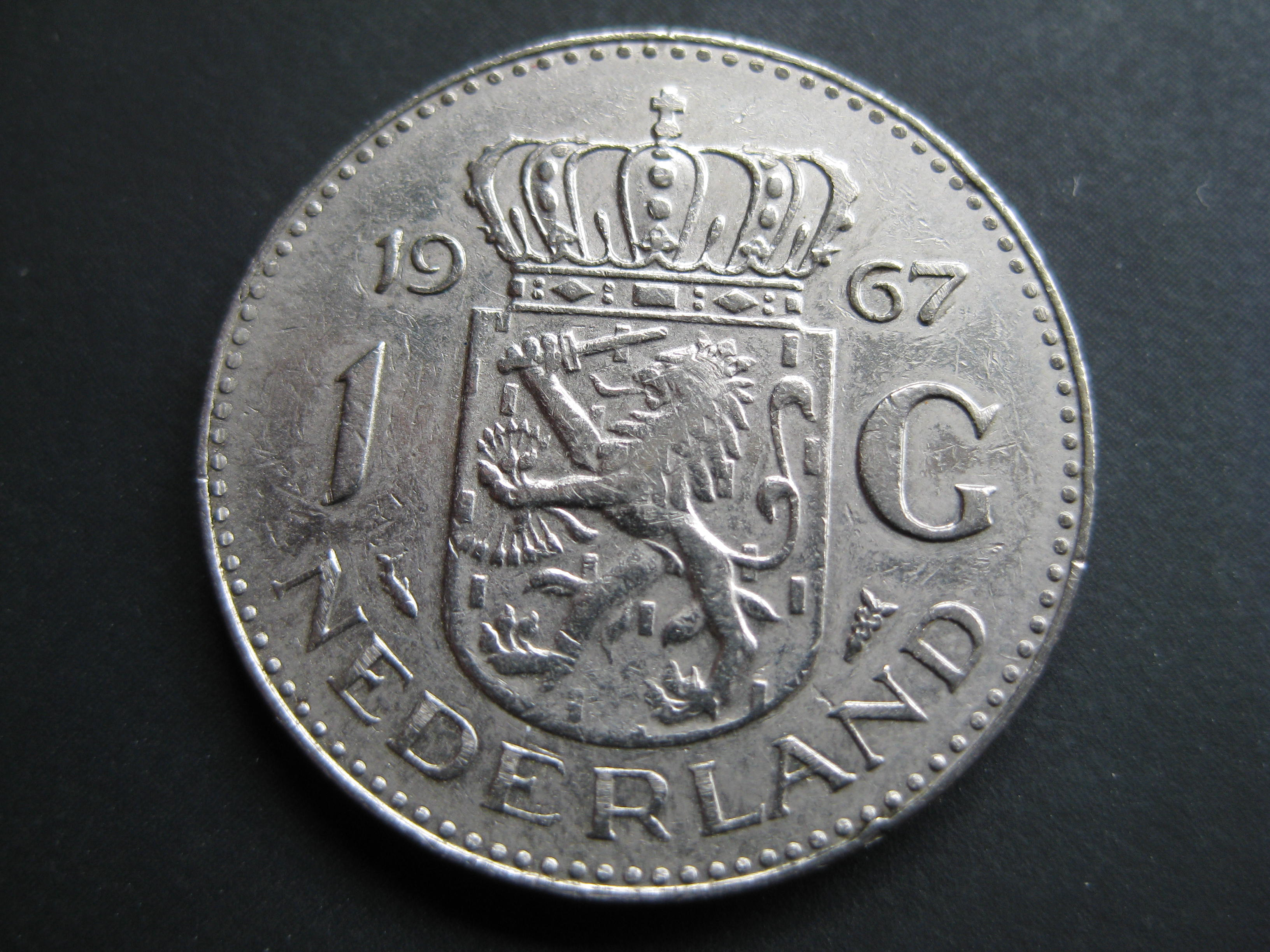
Julianna királynő 1 guldenes érméjének hátoldala 1967-ből
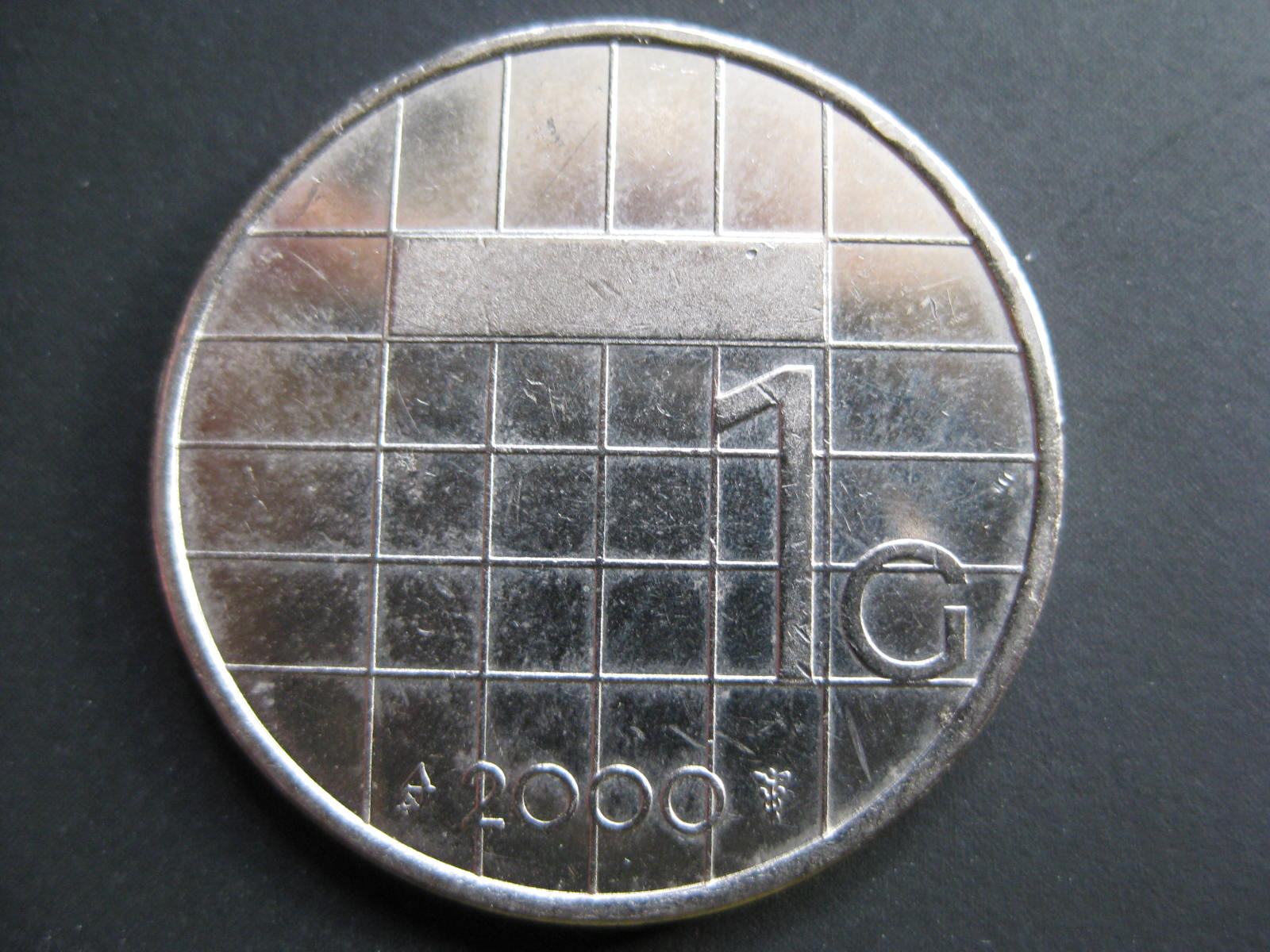
Beatrix királynő 1 guldenes érméjének hátoldala 2000-ből

## Bankjegyek és államjegyek
A holland gulden papírpénzeit a jegybank, a De Nederlandsche Bank (DNB) bocsátotta ki, ugyanakkor az 1950-es évek elejéig közvetlenül az állam (Koninkrijk der Nederlanden / Ministerie van Financiën) is bocsátott ki Muntbiljet (1, 2,5, 10, 25, 50, 100 gulden), illetve 1944-ig ezüstérmékre váltható Zilverbon (1, 2,5, 5 gulden) típusú államjegyeket.

### ADe Nederlandsche Bankbankjegyei
A holland jegybank, De Nederlandsche Bank 1814-ben kezdte meg a bankjegykibocsátást, története során 5, 10, 20, 25, 40, 50, 60, 100, 200, 250, 300, 500 és 1000 guldenes címleteket hozott forgalomba. A holland bankjegyek utolsó sorozataiban 10, 25, 50, 100, 250 és 1000 guldenes bankjegyek kerültek kibocsátásra. Érdekesség, hogy az európai gyakorlattól eltérően a holland bankjegyek az 1980-as, 1990-es évekre nem alkottak egységes dizájnú szériákat, hanem különféle stílusú papírpénzekből álltak. Az euró bevezetésekor forgalomban volt az 1968-as és az 1997-es sorozatú 10 guldenes, az 1971-es és az 1989-es sorozatú 25 guldenes, az 1982-es sorozatú 50 guldenes, az 1970-es, 1977-es és 1992-es típusú 100 guldenes, az 1985-ös sorozató 250 guldenes, és az 1972-es és 1994-es típusú 1000 guldenes címlet.

#### Az 1953–1956-os sorozat
Az 1953–1956 között bevezetett sorozat 10, 20, 25, 100 és 1000 guldenes címletekből állt, különlegessége, hogy szokatlan módon 20 és 25 guldenest is tartalmazott, igaz a 20 guldenes csak minimális mennyiségben került forgalomba. Az egyes bankjegyek előoldalain híres holland személyiségek portréi szerepeltek, a 10 guldenesen Hugo Grotius. a 20 guldenesen Herman Boerhaave, a 25 guldenesen Christiaan Huygens, a 100 guldenesen Rotterdami Erasmus, az 1000 guldenesen pedig Rembrandt van Rijn.

#### Az 1966-os 5 guldenes címlet
A holland jegybank 1966-ban a készpénzforgalom igényeink kielégítésére egy 5 guldenes címletet hozott forgaloma, Joost van den Vondel németalföldi költő és drámaíró portréjával. A típust egy ugyancsak Vondel portrés 5 guldenesre cserélték le 1973-ban.

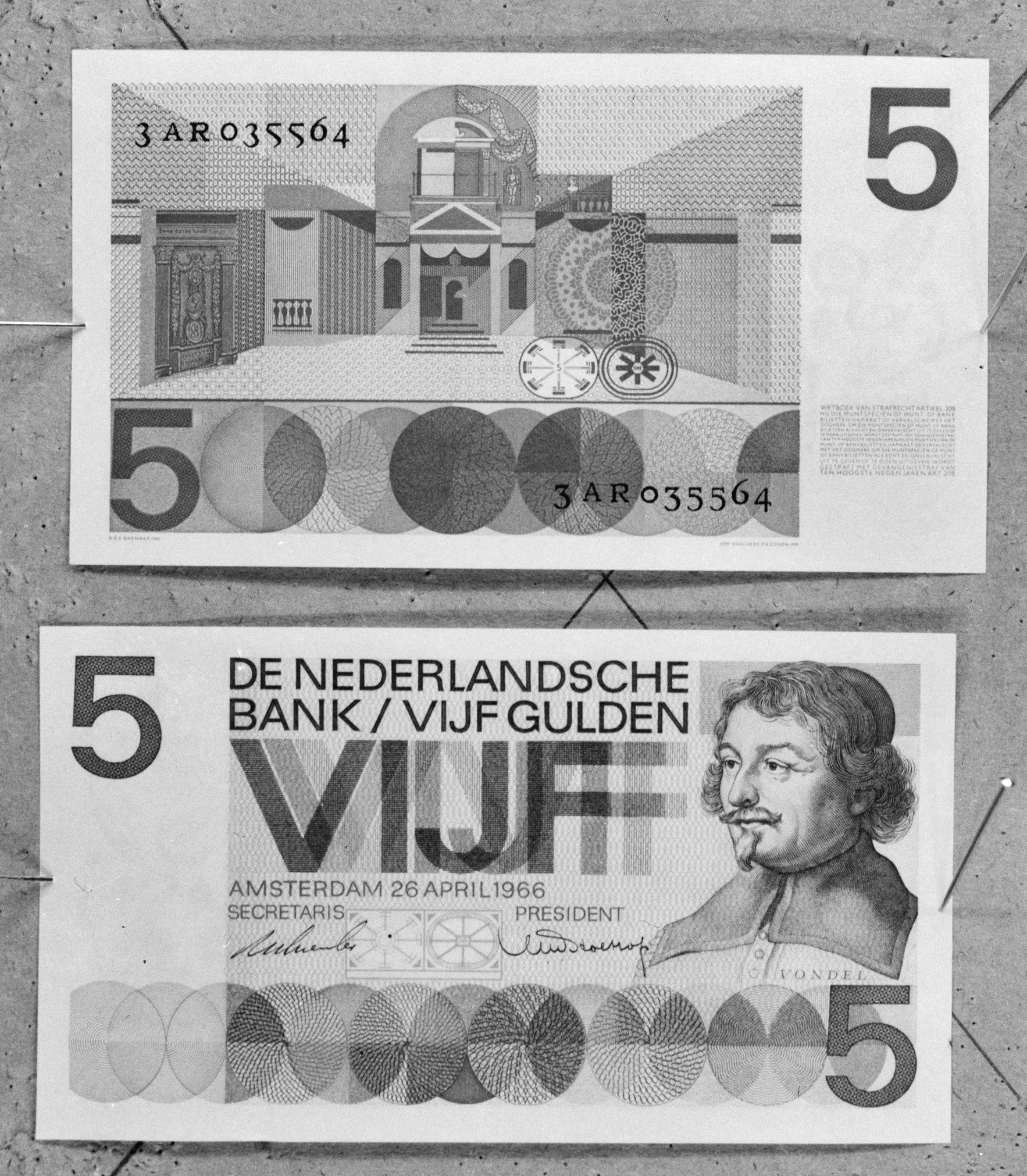
1966-es sorozatú holland 5 guldenes bankjegy fekete-fehér képe, eredeti színe zöld

#### Az 1968–1973-as sorozat
A holland gulden 1968–1973 között bevezetett szériája volt az utolsó sorozat, amelyen portrék szerepeltek. 5, 10, 25, 100 és 1000 guldenes címletekből állt. Az 5 guldenesen Joost van den Vondel, a 10 guldenesen Frans Hals, a 25 guldenesen Jan Pieterszoon Swoelinck, a 100 guldenesen Michiel Adriaenszoon de Ruyter admirális, az 1000 guldenesen pedig Baruch d'Espinoza képmása volt látható.

1973-as sorozatú holland 5 guldenes előoldala Joost van den Vondel portréjával
1973-as sorozatú holland 5 guldenes hátoldala
1968-as sorozatú holland 10 guldenes előoldala Frans Hals portréjával
1968-as sorozatú holland 10 guldenes bankjegy hátoldala
1972-es sorozatú holland 25 guldenes bankjegy előoldala Jan Pieterszoon Swoelinck portréjával
1972-es sorozatú holland 25 guldenes bankjegy hátoldala
1970-es sorozatú holland 100 guldenes bankjegy előoldala Michiel de Ruyter portréjával
1972-es sorozatú holland 1000 guldenes bankjegy előoldala Baruch Spinoza portréjával
1972-es sorozatú holland 1000 guldenes bankjegy hátoldala

#### Az 1977-es (1981-es) 100 guldenes
A holland jegybank 1977-es évszámmal, egy egyedi, mindkét oldalán egy-egy szalonkát ábrázoló 100 guldenes címletet hozott forgalomba, 1981. március 16-án.

Az 1977-es holland 100 guldenes bankjegy előoldala
Az 1977-es holland 100 guldenes bankjegy hátoldala

#### Az 1982-es 50 guldenes, és az 1985-ös (1986-os) 250 guldenes
Hollandiában a készpénzforgalom igényeinek kielégítésére két addig nem létező névértékű címlet, 1982-ben egy 50 és 1986-ban, de 1985-ös kibocsátási évszámmal egy 250 guldenes került forgalomba. A két bankjegy egységes stílusban készült, az 50-es napraforgót, a 250-es pedig világítótornyot ábrázolt előoldalán, hátoldalukra térkép került.

Az 1982-es sorozatú holland 50 guldenes előoldala
Az 1982-es sorozatú holland 50 guldenes hátoldala
Az 1985-ös sorozatú holland 250 guldenes előoldala
Az 1985-ös sorozatú holland 250 guldenes hátoldala

#### Az 1989–1997-es sorozat
A holland jegybank 1989-ben egy geometriai dizájnú 25 guldenest bocsátott ki. 1993-ban ezt egy új, szintén geometriai dizájnú, korszerű 100 guldenes, 1994-ben pedig egy új 1000 guldenes címlet követte. [18][19] A holland bankjegyek közül legutolsóként 1997-ben egy hasonló 10 guldenes is kibocsátásra került.

1997-es sorozatú holland 10 guldenes bankjegy előoldala
1997-es sorozatú holland 10 guldenes bankjegy hátoldala
1989-es sorozatú holland 25 guldenes bankjegy előoldala
1989-es sorozatú holland 25 guldenes bankjegy hátoldala
1992-es sorozatú holland 100 guldenes bankjegy előoldala
1992-es sorozatú holland 1000 guldenes bankjegy hátoldala
1994-es sorozatú holland 100 guldenes bankjegy előoldala
1994-es sorozatú holland 1000 guldenes bankjegy hátoldala

#### 1966 előtti bankjegyek

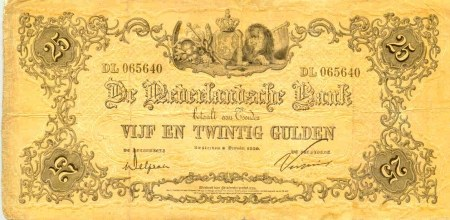
1921-es kibocsátású 25 guldenes bankjegy
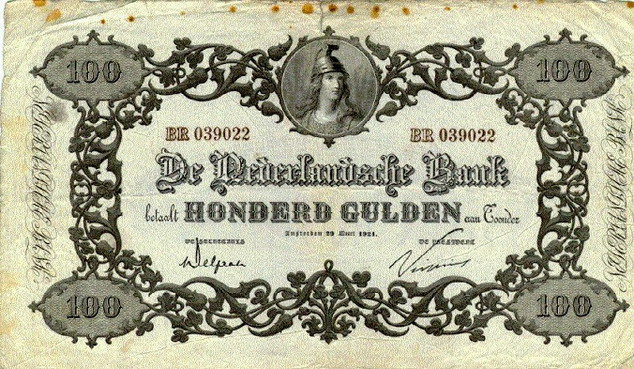
1921-es kibocsátású 100 guldenes bankjegy
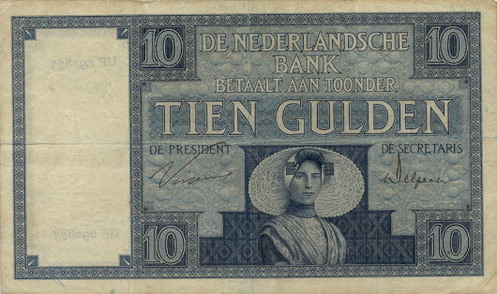
1930-as kibocsátású 10 guldenes bankjegy
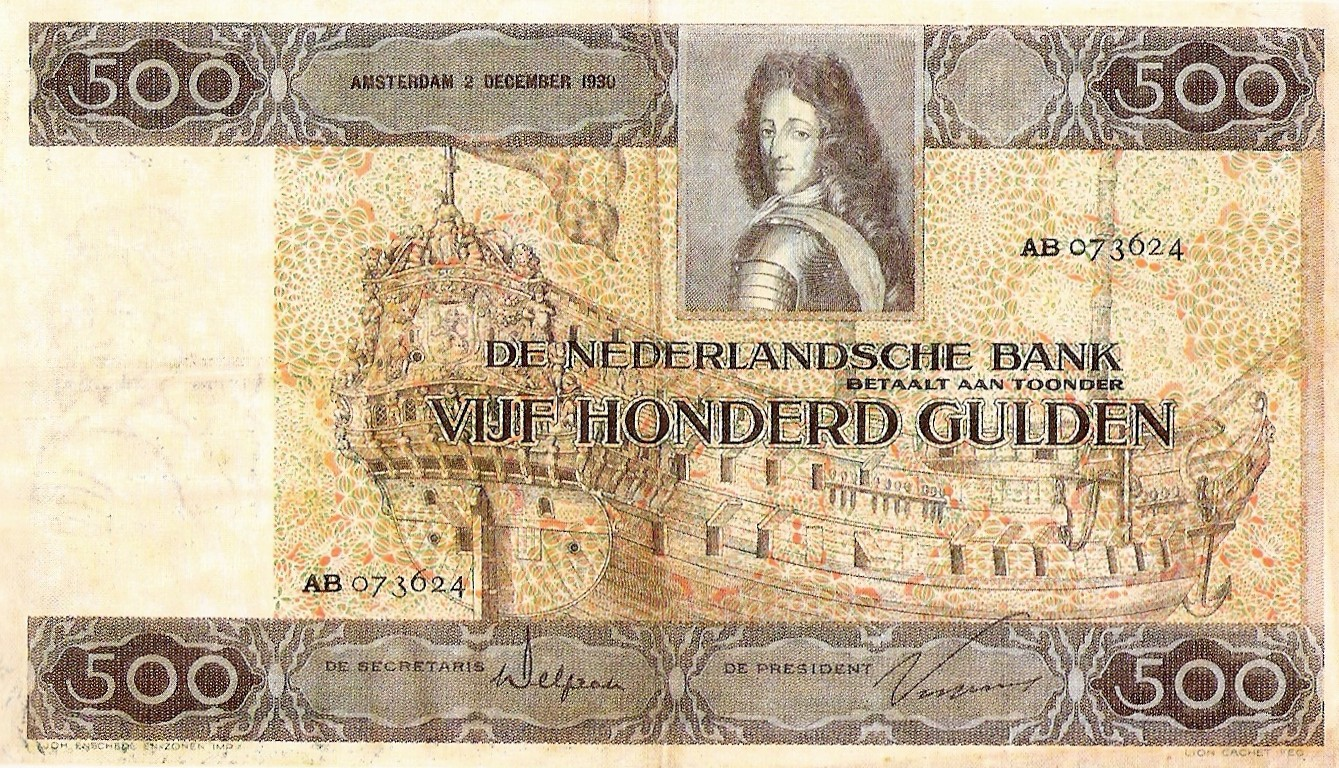
1930-as kibocsátású 500 guldenes bankjegy Orániai Vilmos portréjával
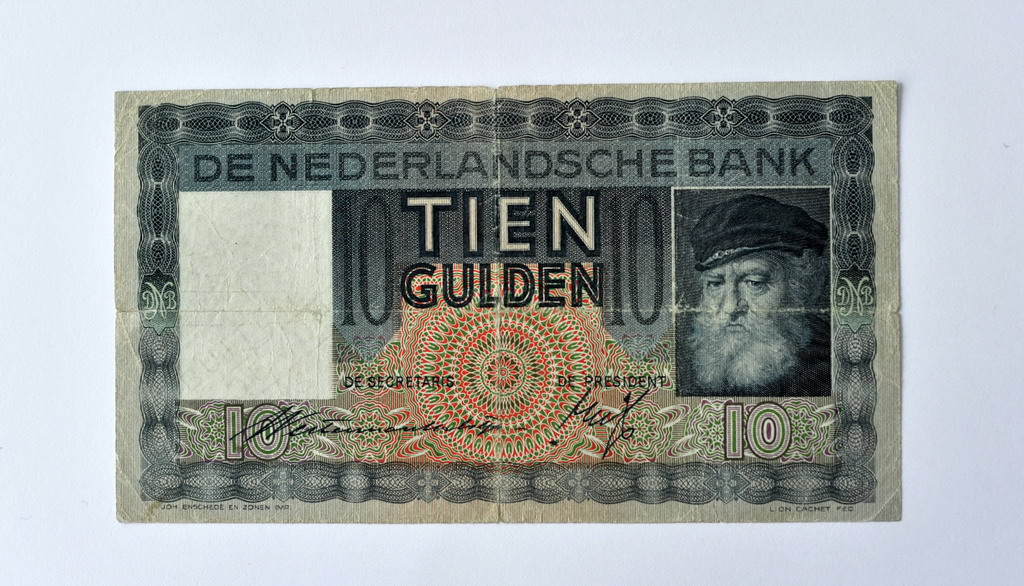
1933 és 1939 között kibocsátott 10 guldenes bankjegy
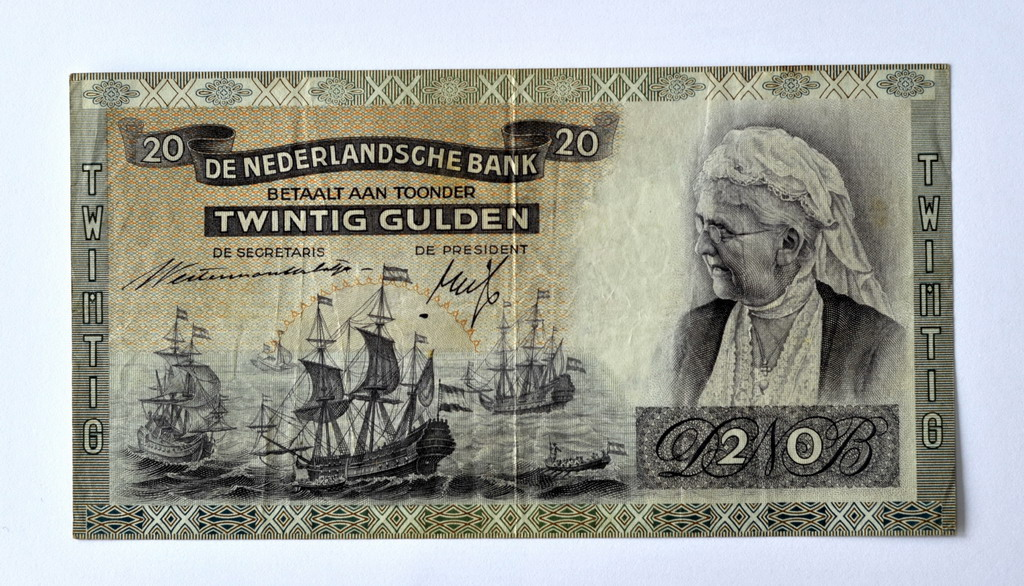
1938-as kibocsátású 20 guldenes bankjegy Emma holland királyné portréjával
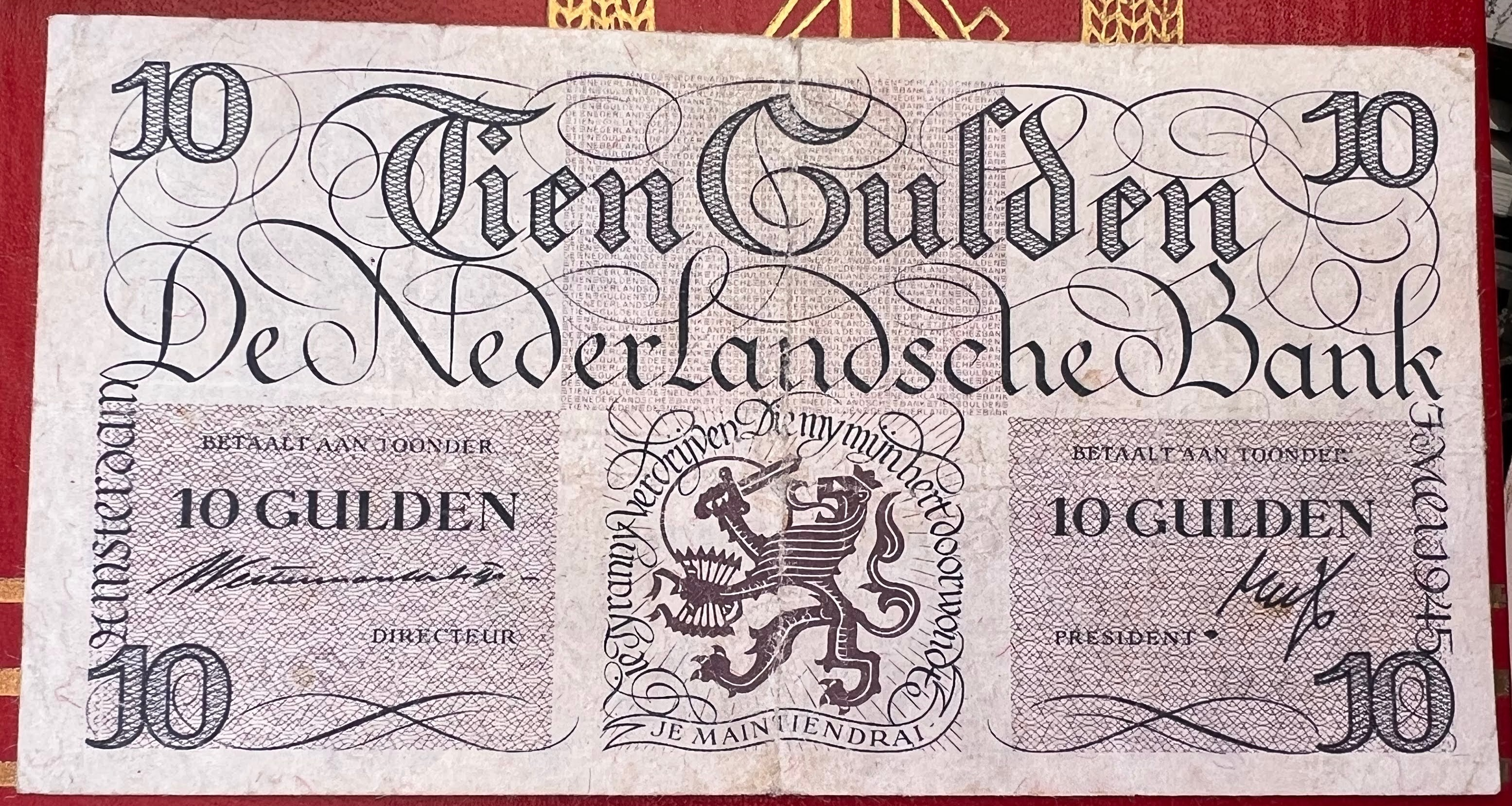
1945-ös kibocsátású 10 guldenes bankjegy előoldala
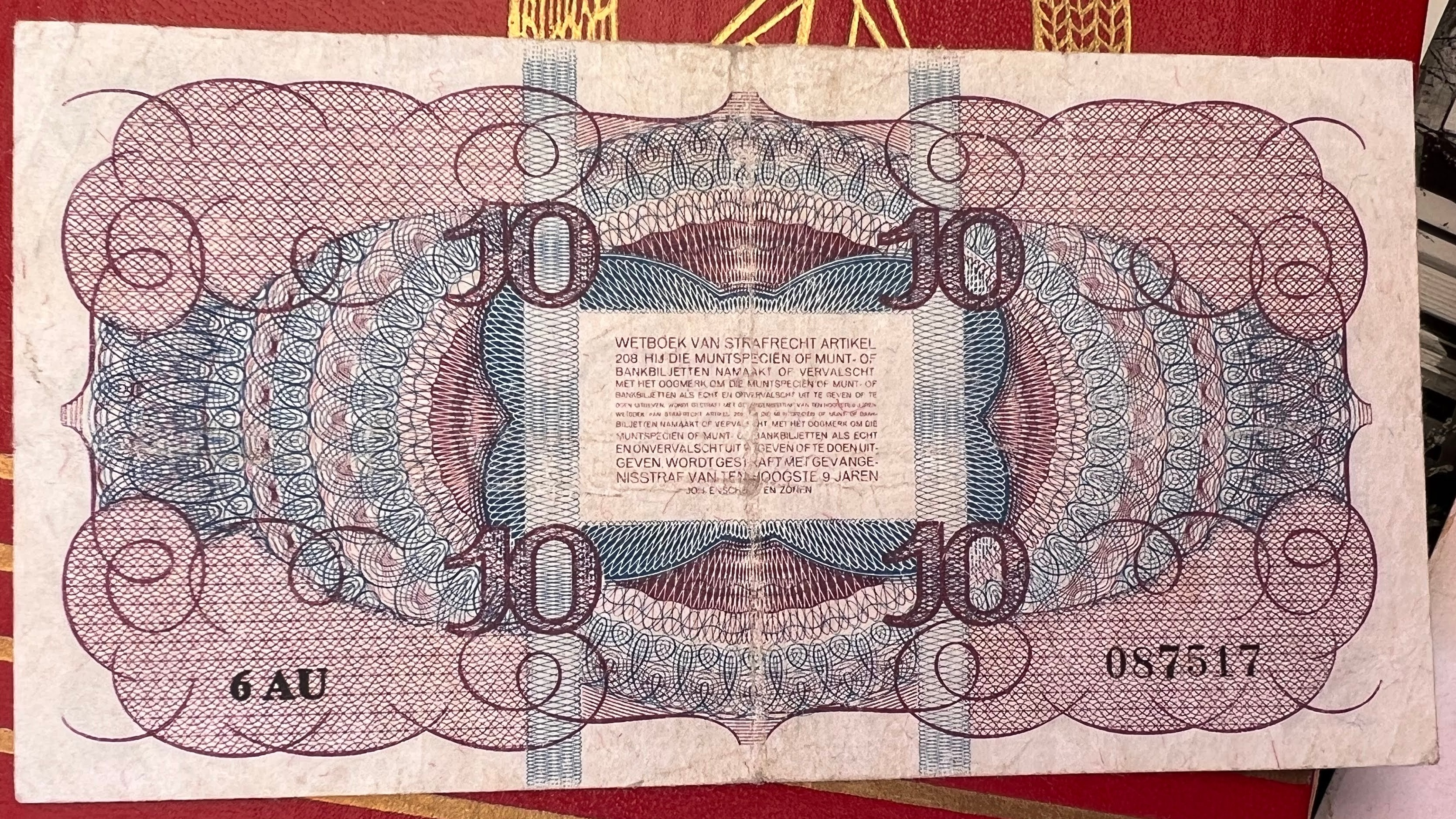
1945-ös kibocsátású 10 guldenes bankjegy hátoldala

### Államjegyek
Hollandiában az állam által kibocsátott papírpénzekből, azaz államjegyekből két változat is létezett. A Muntbiljet és a Zilverbon típusok, mindkettőt a Holland Királyság pénzügyminisztériuma (Koninkrijk der Nederlanden / Ministerie van Financiën) bocsátotta ki.

#### Muntbiljet

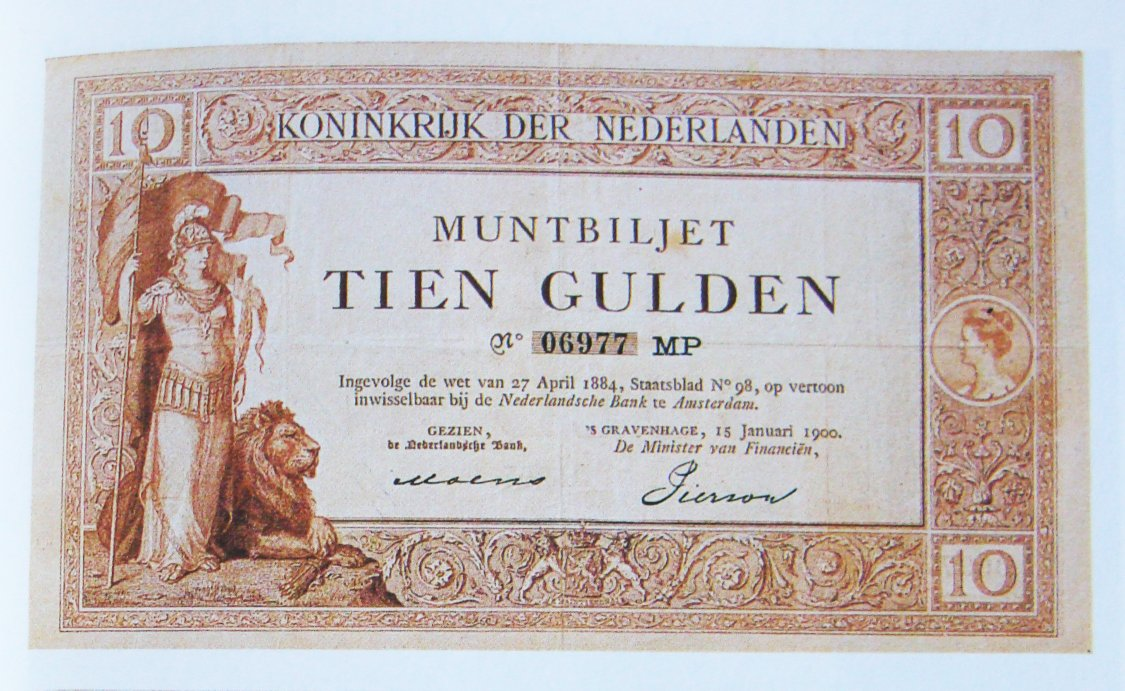
1900-as kibocsátású 10 guldenes államjegy (Muntbiljet) balra Athéné és a holland oroszlán, jobbra Vilma királynő ábrázolásával

##### Az 1943-as Vilma királynő sorozat
A Muntbiljet államjegyek kibocsátása 1846-ban vette kezdetét. 1945-ben, 1943-as kibocsátási évszámmal egy 1, 2,5, 10, 25, 50 és 100 guldenes címletekből álló sorozat került forgalomba, valamennyin Vilma királynő balra néző portréja szerepelt az előoldalon, a hátoldalra pedig Hollandia címere került.. Ezt a szériát az Egyesült Államokban nyomtatta az American Bank Note Company, stílusukban az amerikai dollárra emlékeztettek.

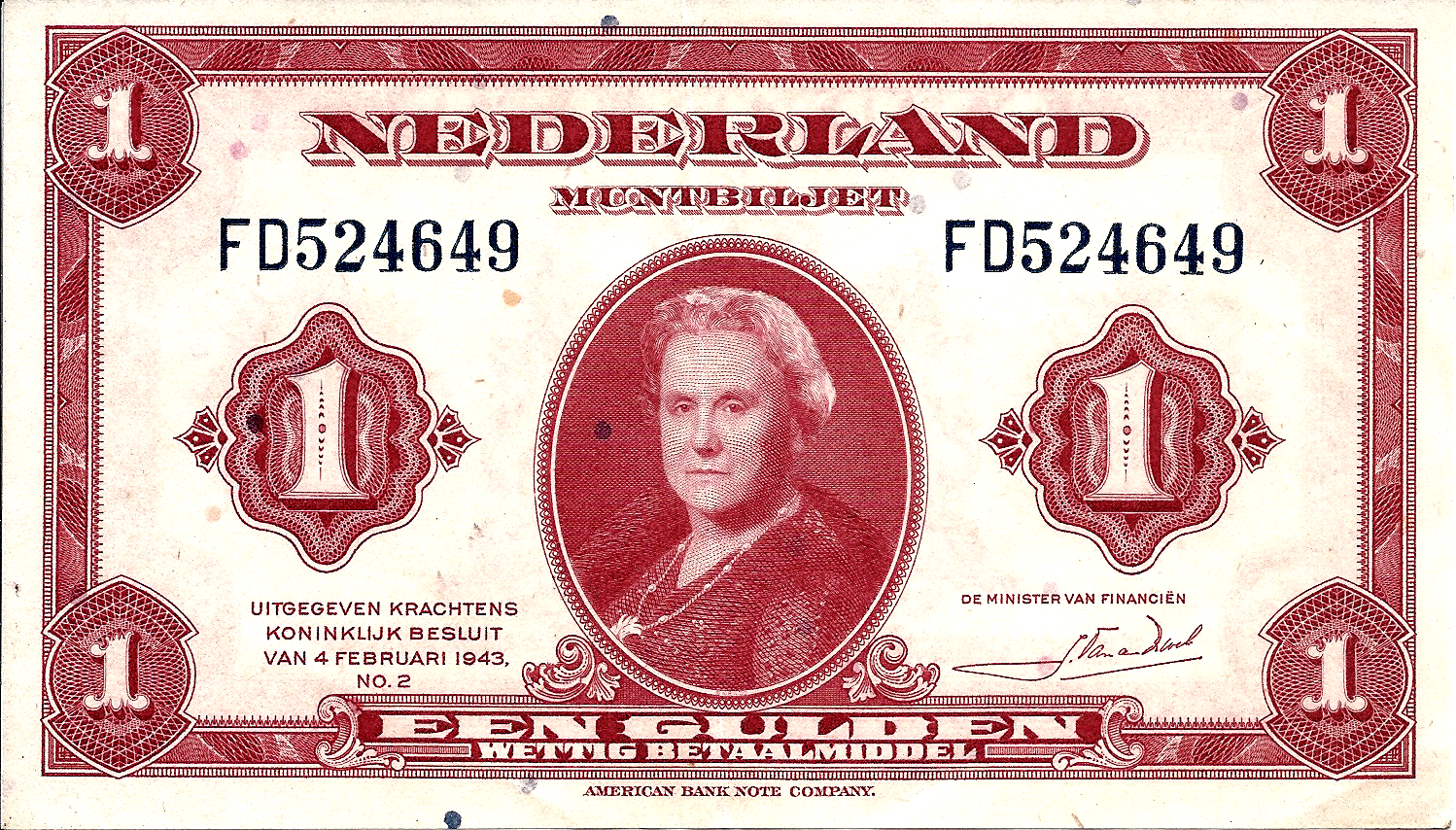
Holland 1 guldenes államjegy (Muntbiljet) az 1943-as sorozatból, Vilma királynő portréjával

##### Az 1945-ös Vilma királynő sorozat
1945-ben egy 1 guldenesből és egy 2,5 guldenesből álló miniszériát hoztak forgalomba, az 1943-as sorozat kiegészítésére, Vilma királynő jobbra néző portréjával. A címleteket a brit Thomas de la Rue pénzjegynyomda gyártotta.

##### Az 1949-es Julianna királynő sorozat
1949-ben Julianna királynő trónra lépése miatt egy új 1 és 2,5 guldenesből álló szériát vezettek be, az új uralkodó portréjával. A címleteket a holland 	
Johan Enschede pénzjegynyomda készítette, egészen 1970-ig maradtak forgalomban.

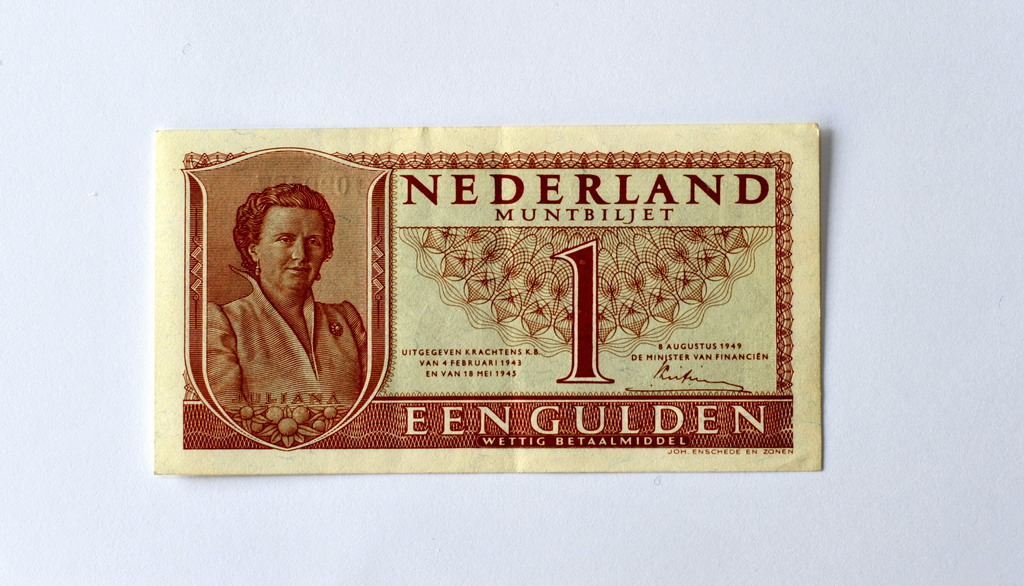
1949-es sorozatú holland 1 guldenes államjegy Julianna királynő portréjával
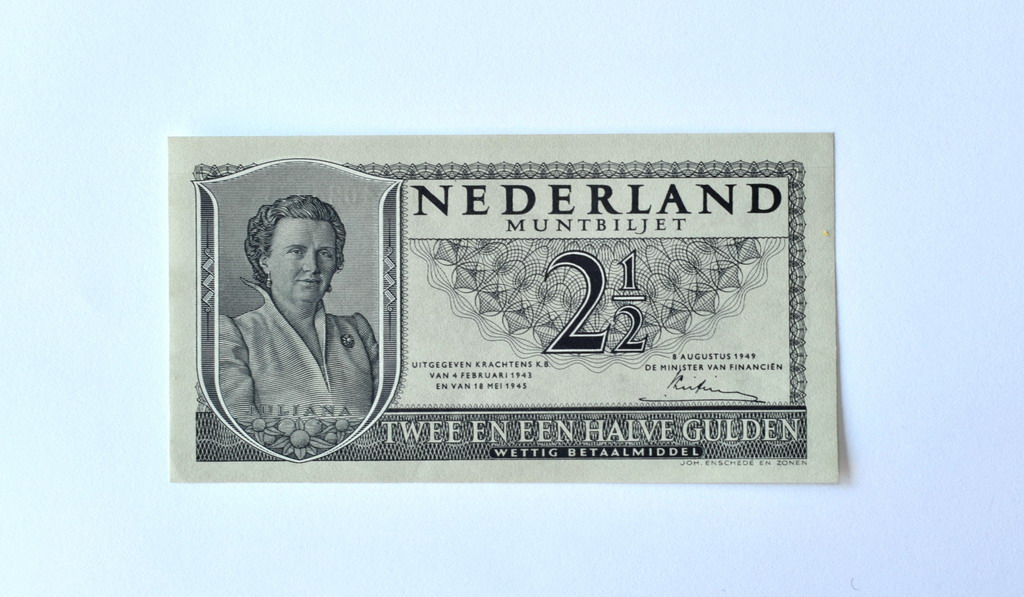
1949-es sorozatú holland 2 és 1/2 guldenes államjegy Julianna királynő portréjával.

#### Zilverbon
Az ezüstérmére váltható, kis címletű Zilverbon államjegyek kibocsátása 1914-ban, az I. világháború kitörése miatt vette kezdetét. 1914 és 1918 között egyszerű kivitelű, csak egyik oldalukon nyomtatott 1 és 2,5 guldenes került forgalomba. 1917-től korszerű, mindkét oldalán nyomtatott 2,5 guldenes, majd 1918-tól hasonló, Vilma királynőt ábrázoló 1 guldenes debütált, ezt a 2,5 guldenest 1927-ig, az 1 guldenest 1938-ig adták ki. 1938-ban új típusú 2,5 guldenes került forgalomba, majd 1944-től egy 5 guldenes Zilverbon címletet is bevezettek.

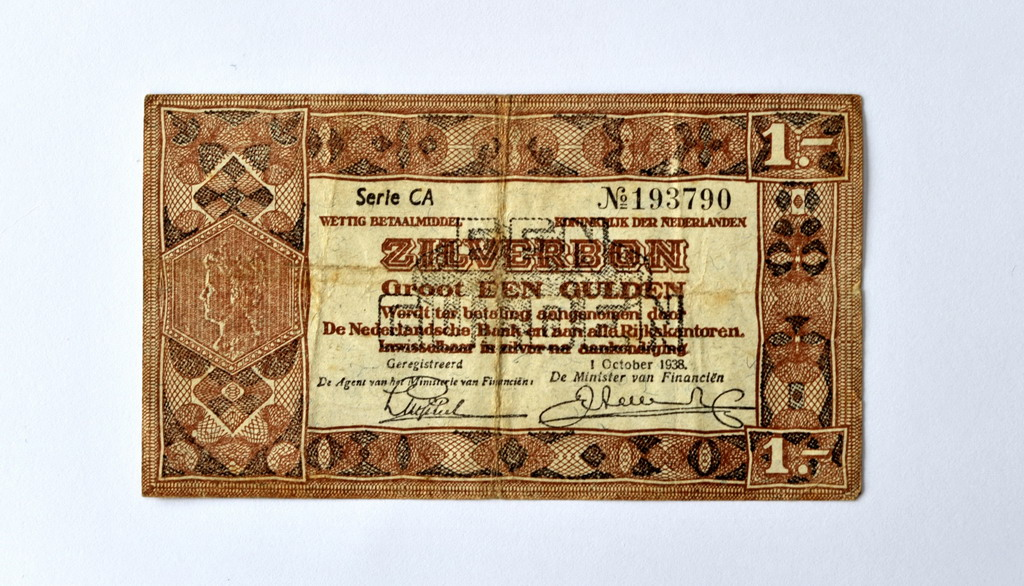
1938-as 1 guldenes államjegy (Zilverbon) előoldala, Vilma királynő portréjával
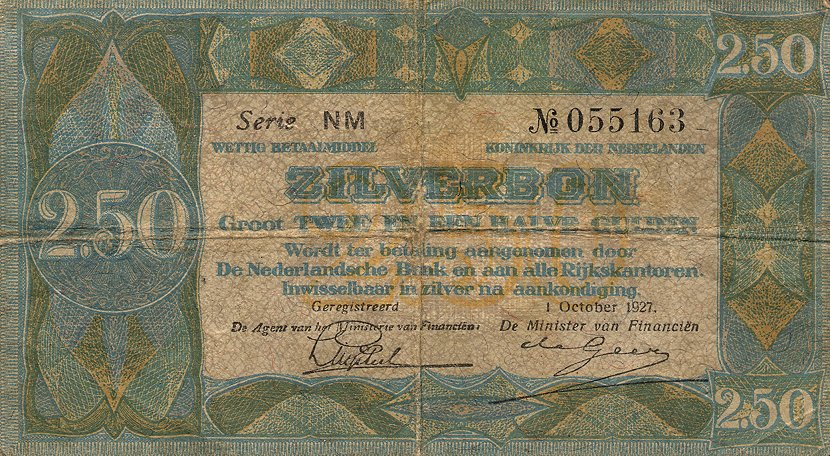
1927-es 2,5 guldenes államjegy (Zilverbon) előoldala
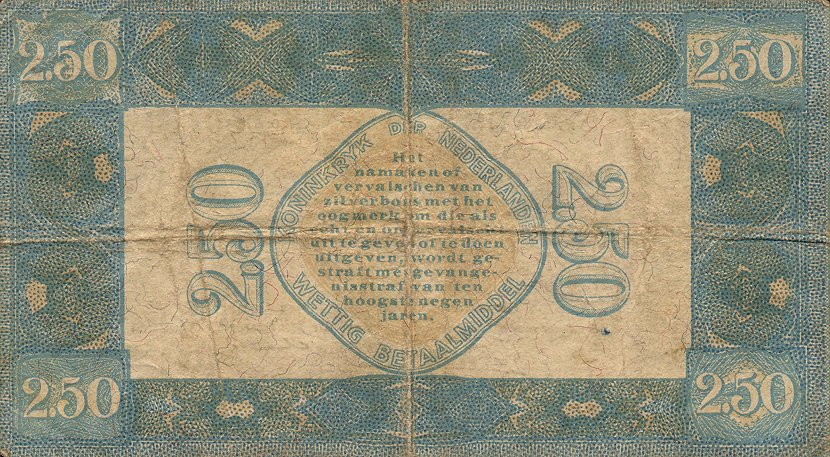
1927-es 2,5 guldenes államjegy (Zilverbon) hátoldala